# Язбиншек, Иван
Иван Язбиншек (хорв. Ivan Jazbinšek; 9 августа 1914, Загреб, Австро-Венгрия — 15 марта 1970, Загреб, Хорватия) — хорватский и югославский футболист, игравший на позиции защитника, и футбольный тренер.

## Клубная карьера
Родившийся в Загребе Иван Язбиншек начинал заниматься футболом в местных клубах. После короткого периода в БСК он на протяжении десяти лет выступал за загребский «Граджянски», выиграв с ним два чемпионата Югославии и один чемпионат Хорватии. После окончания Второй мировой войны Язбиншек играл за загребские «Металац» и «Динамо».

## Карьера в сборной
3 апреля 1938 года Иван Язбиншек дебютировал в составе сборной Югославии, выйдя в основном составе в домашнем матче отборочного турнира чемпионата мира 1938 против команды Польши. Всего за Югославию защитник провёл 7 матчей.
Язбиншек также выступал за сборную Хорватии, представлявшую Хорватскую бановину, проведя за неё четыре матча, и Независимое государство Хорватия (14 игр).

## Тренерская карьера
После завершения игровой карьеры Язбиншек работал главным тренером в хорватских командах «Загреб» и «Динамо Загреб», который под его руководством в 1954 году выиграл чемпионат Югославии. Он также возглавлял израильский «Хапоэль» из Тель-Авива и канадский клуб «Торонто Кроэйша».

## Достижения

### В качестве игрока
БСК
- Чемпион Югославии (1): 1934/35

 «Граджянски»
- Чемпион Югославии (2): 1936/37, 1939/40
- Чемпион Хорватии (2): 1941, 1943
- Обладатель Кубка Хорватии (1): 1941

### В качестве главного тренера
«Динамо Загреб»
- Чемпион Югославии (1): 1953/54
- Обладатель Кубка маршала Тито (3): 1959/60, 1962/63, 1964/65

 «Хапоэль Тель-Авив»
- Чемпион Израиля (1): 1956/57